# 益良州
益良州，中国古代的州。
元朝时置，治所在今云南省彝良县，无倚郭县。属茫部路。明朝洪武年间，改隶四川布政司，十七年（884年）废入镇雄府。